# Belle Époque (pel·lícula)
Belle Époque és una pel·lícula espanyola dirigida per Fernando Trueba, estrenada el 1992.

## Argument
La pel·lícula té lloc en una petita localitat espanyola durant l'hivern de 1931, abans de proclamar-se la II República.
Durant els últims mesos de la monarquia, després de la rebel·lió fracassada de la caserna de Jaca, el jove soldat Fernando deserta de l'exèrcit. En la seva fugida és acollit per Manolo, un artista, que viu aïllat de la realitat que trasbalsa Espanya i que li ofereix la seva ajuda, la seva casa i la seva amistat. L'arribada de les quatre precioses filles de l'artista farà que el jove desertor s'embarqui en una aventura en la qual sedueix a una germana rere l'altra.

## Repartiment
- Penélope Cruz: Luz
- Miriam Díaz Aroca: Clara
- Gabino Diego: Juanito
- Fernando Fernán Gómez: Manolo
- Michel Galabru: Danglard
- Ariadna Gil: Violeta
- Agustín González: Don Luis
- Chus Lampreave: Doña Asun
- Mary Carmen Ramírez: Amalia
- Jorge Sanz: Fernando
- Maribel Verdú: Rocío

## Premis
- Oscar a la millor pel·lícula de parla no anglesa (1993).[3]
- 9 Premis entre els quals el Premi Goya a la millor pel·lícula, al millor director (Fernando Trueba), al millor guió original (Rafael Azcona, José L. Garcia Sanchez i Fernando Trueba), a la millor actriu (Ariadna Gil) i al millor actor secundari (Fernando Fernán Gomez) i actriu secundària (Chus Lampreave)